# Nómina (amuleto)
Recibió el nombre de nómina un tipo de amuleto que se elaboraba escribiendo, sobre papel o pergamino, determinados textos de carácter apotropaico y, en algunos casos, trazando caracteres o composiciones gráficas como la estrella de seis puntas o de Salomón. Su uso se ha venido relacionando con un origen judaizante. Debieron de ser frecuentes ya en la Edad Media, y en la península ibérica se documentan numerosos casos especialmente a lo largo del siglo XVI, antes de que la Inquisición desterrara este tipo de amuletos, por cuyo uso fueron procesadas diversas personas.
Especialmente conocida es la llamada "nómina de Barcarrota", descubierta en 1992, junto a una pequeña biblioteca de libros prohibidos o clandestinos, en la localidad de Barcarrota (Badajoz), en la antigua casa del médico converso Francisco de Peñaranda. Esta nómina, manuscrita, contiene textos en forma de espiral y data de 1551. Inscrita en el interior de una circunferencia, se reconoce la estrella de David y la palabra “tetregrámaton” (forma críptica del tetragrammaton que designa el nombre de Dios en hebreo). El texto contenido, en latín, es el siguiente: “Dichoso tú que has creído en mí, sin haberme visto. Porque de mí está escrito que los que me han visto no creerán en mí y que aquellos que no me han visto creerán y tendrán vida. Mas acerca de lo que me escribes de llegarme hasta ti es necesario que yo cumpla aquí por entero mi misión y que, después de haberla consumado, suba de nuevo al que me envió. Cuando haya subido, te mandaré alguno de mis discípulos que sanará tu dolencia y os dará vida a ti y a los tuyos”.

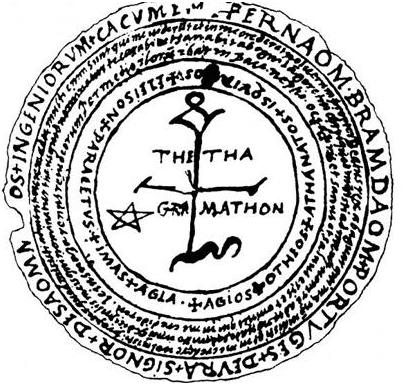
Nómina de Barcarrota (1551).